# Eduardo Frei Ruiz-Tagle
Eduardo Frei Ruiz-Tagle (Santiago do Chile, 24 de junho de 1942) é um engenheiro e político chileno, presidente de seu país de 1994 a 2000. Foi o segundo presidente eleito após saída de Augusto Pinochet do poder.
Tentou voltar à presidência do país, candidatando-se pela coalizão Concertación nas eleições presidenciais de 2009, mas acabou derrotado pelo candidato de centro-direita, Sebastián Piñera, por uma pequena diferença.

## Biografia
Filho de Eduardo Frei Montalva, também ex-presidente do país (1964-1970), Eduardo Frei Ruiz-Tagle formou-se em engenharia civil pela Universidade do Chile, fazendo especialização na Itália em administração e técnica de gestão.

## Presidência (1994-2000)

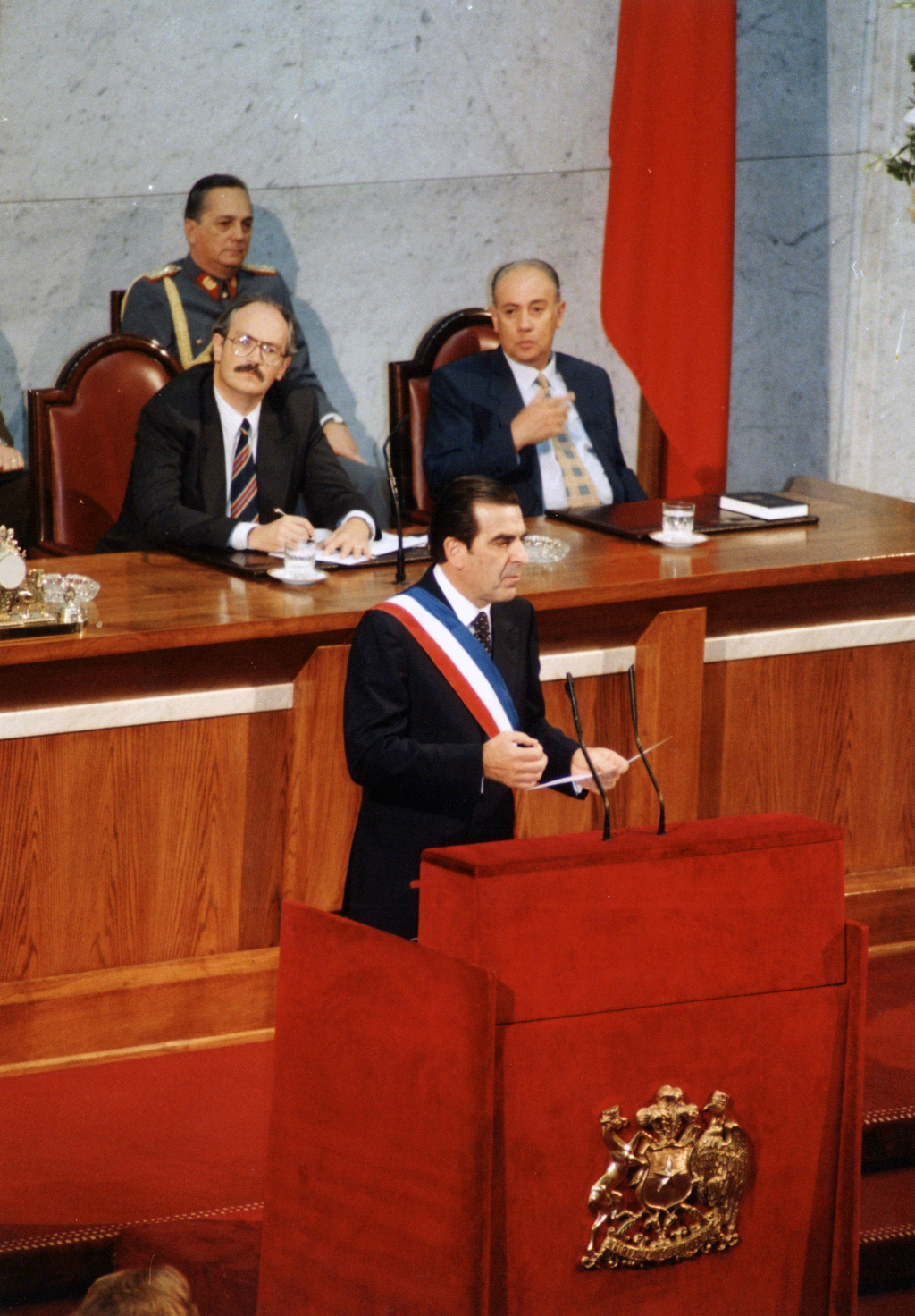
Posse de Eduardo Frei.

Eleito em 1993 para a presidência da República pela Concertación, união política que perdurou no poder do país desde a saída de Pinochet do governo até 2009, conseguiu 57,9% dos votos válidos. Entre 1994 e 1997, o país apresentou um incremento no produto interno bruto (PIB) de 8% ao ano em média.
É durante seu governo que o Chile estabelece vários acordos econômicos internacionais, com tratados de livre comércio firmados com Canadá, México e países da América Central. O país também se tornou membro adjunto do Mercosul, da Organização Mundial de Comércio e da Cooperação Econômica da Ásia e do Pacífico (APEC).
Frei também investiu em melhoras de educação e em um plano de concessão de meios de transporte ao setor privado.
É em sua gestão que, em 1998, Augusto Pinochet tem prisão decretada em Londres, com a retomada do recente passado de violações dos direitos humanos no país. Todavia, pouco mais de 500 dias após ser declarada sua prisão domiciliar, é permitido que ele volte ao Chile, após liberação feita pelo ministro britânico Jack Straw.

## Senado
Após entregar a presidência a Ricardo Lagos, em 2000, Frei assumiu a cadeira de senador vitalício, que ocupou até março de 2006. Concorrendo à vaga do senado em eleições diretas, abandona o cargo vitalício em março de 2006. Foi presidente do Senado chileno de 2006 a 2008.